# アレクサンドル・アリャービエフ
アレクサンドル・アレクサンドロヴィチ・アリャビエフ（Aleksandr Aleksandrovich Alyab'ev 〔ロシア語：Александр Александрович Алябьев〕, 1787年8月15日 トボリスク - 1851年3月6日 モスクワ）はロシアの作曲家。1812年のナポレオン侵攻による祖国防衛戦争に参戦し、1823年まで将校であった。退役後は、ヴォードヴィルやオペラ、合唱曲、バレエ音楽などの舞台作品で活躍した。1828年に、トランプ賭博の末に殺人を犯したとの嫌疑により、シベリアに流刑されるが、これはアリャビエフがリベラリストだったために仕組まれた冤罪だったとする説もある。その後カフカス地方やウラル山脈南部に移された後、赦されてモスクワに戻って余生を送った。シベリア送りに処されてからも作曲活動を続けていた。
今日では、もっぱら器楽曲、とりわけ室内楽の作曲家として回顧されるにすぎないが、洗練された旋律と安定した作曲技法により、シューベルトやシューマンを幾ばくか連想させる作風を示し、民族情緒はさほど濃厚ではない。一方、歌曲においては、グリンカによって変奏曲の主題に選ばれ、リストによってピアノ曲に編曲された《夜鳴き鶯》の例があるように、苦渋に満ちた悲痛な情感において、民族音楽の影響が滲み出ている。

## 夜鳴き鶯
『夜鳴き鶯』Соловейは、アントン・デルヴィク作詞、独唱とピアノ伴奏によるロマンスで、1825-1826年ごろに作曲され、1827年1月7年にテノールのピョートル・ブラーホフの歌唱によりボリショイ劇場で初演された。1843年に出版された。
非常に有名になったために一般には民謡と思われている。
ロシア以外ではドイツのヘンリエッテ・ゾンタークが『セビリアの理髪師』の中でロジーナが歌の稽古をするシーンでこの曲を使用して大喝采を浴びた。現在一般に知られる版にはカデンツァがついているが、これはアリャービエフの原曲にはなく、ゾンタークほかの歌手が歌うために付け加えられたものである。
ミハイル・グリンカは1833年にこの曲にもとづく変奏曲を書いた。フランツ・リストも本作品にもとづくピアノ曲(Le rossignol, S. 250/1)を1842年にサンクトペテルブルクで出版した。アンリ・ヴュータンは本曲の主題にもとづくヴァイオリン独奏曲を書いた（作品24、第2番）。